# A Colonial Belle
A Colonial Belle è un cortometraggio muto del 1910 diretto da Sidney Olcott. Un episodio della guerra rivoluzionaria americana nel 1776.

## Produzione
Il film fu prodotto dalla Kalem Company.

## Distribuzione
Distribuito dalla General Film Company, il film - un cortometraggio di una bobina - uscì nelle sale cinematografiche USA il 3 agosto 1910.